# 里斯多费尔·米哈伊
里斯多费尔·米哈伊（匈牙利語：Riszdorfer Mihály，1977年5月26日—），斯洛伐克男子皮划艇运动员。他曾代表斯洛伐克参加2000年、2004年和2008年夏季奥林匹克运动会皮划艇比赛，获得一枚银牌和一枚铜牌。

## 家庭
弟弟里斯多费尔·里夏德。